# Kochmütze

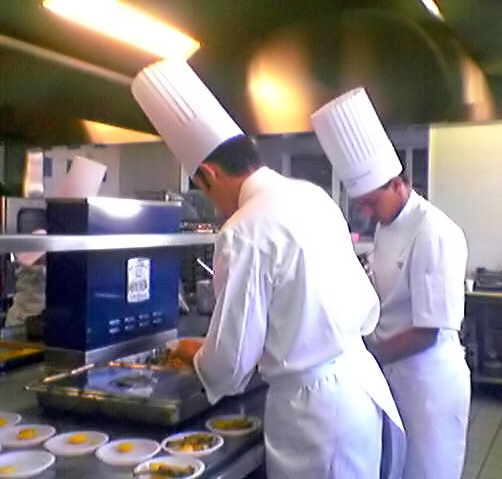
Köche mit Kochmützen

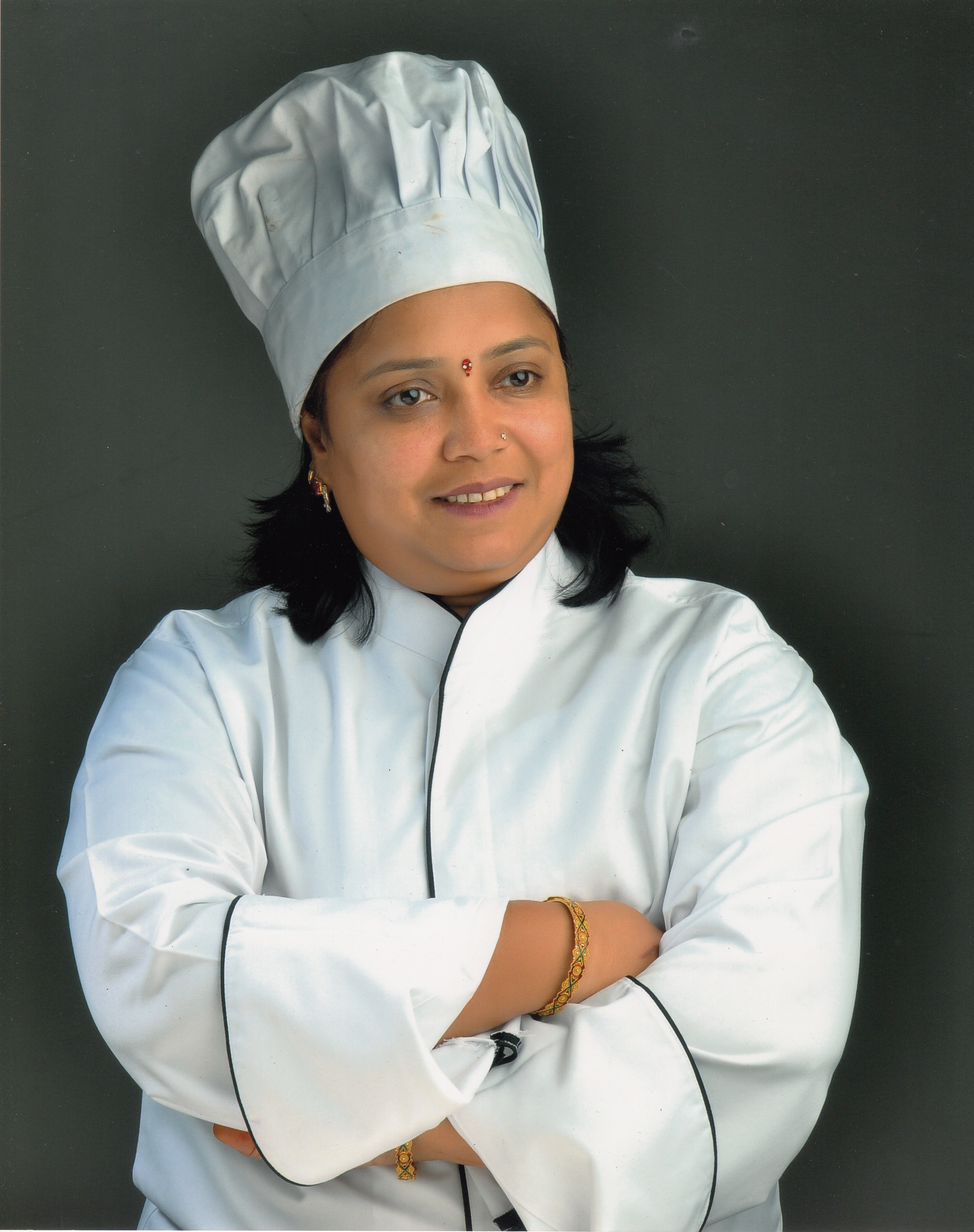
Gefältelte Kochmütze

Die Kochmütze bzw. die Kochhaube sind figürliche Kopfbedeckungen, die in der Küche von den meisten Köchen getragen werden, um diese nach ihren Kochaufgaben unterscheiden zu können. Die Mütze, die ein Koch trägt, lässt erkennen, wer er ist, welchen Stil er hat, wie gut er ist und vieles mehr. Eine Kochmütze wird offiziell als Toque bezeichnet (von „طاقية“ „taqia“ arabisch für Hut), was die Franzosen in den 1800er-Jahren als Toque Blanche (weiße Toque) bekannt machten. Die Stofffarbe Weiß wurde gewählt, weil berühmte Köche der Meinung waren, dass Weiß ein Gefühl der Sauberkeit in der Küche vermittelt; der Legende nach waren dies der persönliche Koch von Charles Talleyrand oder Marie-Antoine Carême, ein früher Pionier der Haute Cuisine.
Die Kopfbedeckung in der Küche ist eine Vorschrift der Personalhygiene (HACCP).

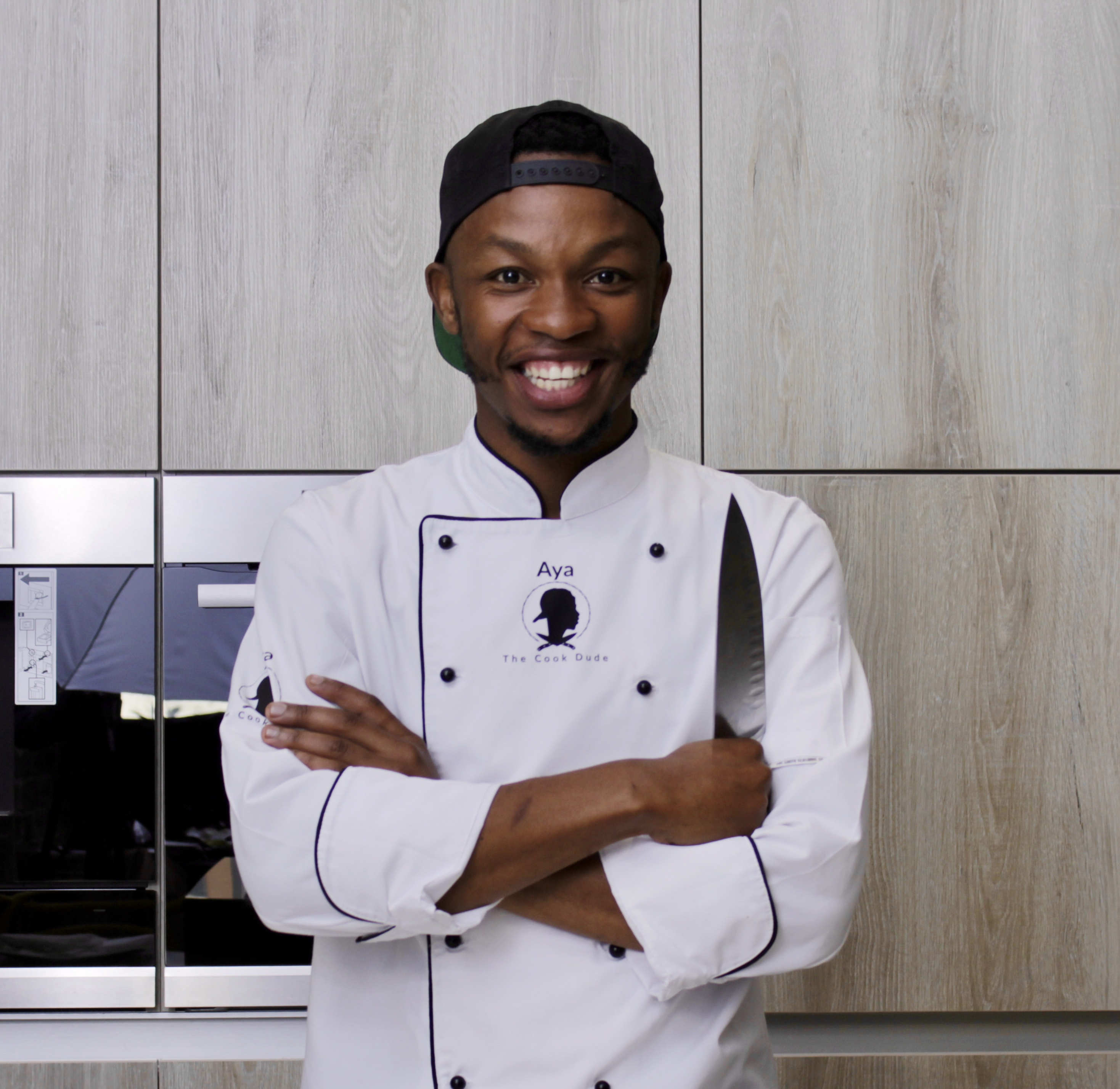
Koch mit Baseballkappe

Heute trägt ein Koch eher ein Käppchen, Haarnetz, Bandana oder eine Baseballkappe. Des Weiteren sind Einwegkochmützen aus Papier häufiger im Einsatz als wiederverwendbare aus Stoff. Alternativ wird die kurze Variante der Kochmütze, als „Schiffchen“ bezeichnet, getragen.
Der Restaurantführer Gault-Millau zeichnet besonders gute Restaurants mit sogenannten „Hauben“, das sind symbolisch vergebene Kochmützen, aus.

## Form, Höhe und Falten der Kochhaube
Gefältelte Kochmützen verleihen eine modische Note. Früher repräsentierte die Anzahl der Falten, wie viele Rezepte ein Koch beherrschte; ein Koch mit 100 Falten kann also 100 verschiedene Möglichkeiten kennen, ein Ei oder ein Huhn zuzubereiten. Heute symbolisieren Falten – selbst wenn es nur drei oder vier sind – immer noch die Erfahrung eines Küchenchefs.
In den 1800er-Jahren wurde ein Koch als wichtiger oder als sachkundiger angesehen, je höher seine Haube war. Carême soll Berichten zufolge eine 46 Zentimeter hohe Haube getragen haben, um seine Rolle als Küchenchef zu demonstrieren. Heutzutage tragen die meisten Köche Toques, die nur 23 bis 30 Zentimeter groß sind. Die Höhe spielt immer noch eine Rolle. Hauben sind für die Küchenelite vorbehalten, nicht für vorbereitende Köche oder Geschirrspüler. Im Laufe der Jahre haben Köche andere, funktionalere Formen der Kopfbedeckung übernommen, ohne dass die Haube als Symbol der geschichtsträchtigen Kulinarik ganz verschwunden ist.